# Perdita pratensis
Perdita pratensis är en biart som beskrevs av Timberlake 1980. Perdita pratensis ingår i släktet Perdita och familjen grävbin. Inga underarter finns listade i Catalogue of Life.